# Orland Park
Orland Park é uma vila localizada no estado americano de Illinois, no Condado de Cook e Condado de Will.

## Demografia
Segundo o censo americano de 2000, a sua população era de 51.077 habitantes.
Em 2006, foi estimada uma população de 55.520, um aumento de 4443 (8.7%).

## Geografia
De acordo com o United States Census Bureau tem uma área de
50,4 km², dos quais 49,6 km² cobertos por terra e 0,8 km² cobertos por água.

## Localidades na vizinhança
O diagrama seguinte representa as localidades num raio de 8 km ao redor de Orland Park.